# Герб Рівненської області
Герб Рі́вненської о́бласті — срібний хрест на червоному щиті. Останній поміщений у картуш з Тризубом нагорі. Офіційний символ Рівненської області. Створений і затверджений 2005 року і на основі історичного герба Волині.

## Опис
Затверджений 9 серпня 2005 року сесією обласної ради. У червоному полі срібний лапчастий хрест. Щит обрамовує декоративний картуш і увінчує Тризуб.
В новітній історії України — це вже другий Герб Рівненської області.
Попередній герб був затверджений 11 грудня 2001 р. рішенням N307 обласної ради і проіснував до серпня 2005 і виглядав так:
У зеленому полі перехрещені срібна шабля з золотим руків'ям і срібне перо, на яких покладена розкрита срібна книга з золотою обкладинкою. В червоній главі — срібний лапчастий хрест. Щит обрамований золотим декоративним картушем і увінчаний золотим тризубом. Відношення ширина/висота — 83:102, верхня/нижня частини — 28:74.
Срібний на червоному хрест відтворював історичний герб Волині, зелений колір — Полісся, книга — Пересопницьке Євангеліє, шабля — боротьбу за незалежність, перо — освіту.

## Див.також
- Історичний герб Волині
- Прапор Рівненської області